# Lethariella togashii
Lethariella togashii är en lavart som först beskrevs av Asahina, och fick sitt nu gällande namn av Krog. Lethariella togashii ingår i släktet Lethariella och familjen Parmeliaceae.   Inga underarter finns listade i Catalogue of Life.